# Estació de Tordera
Tordera és una estació de ferrocarril propietat d'adif situada a la població de Tordera a la comarca del Maresme. L'estació es troba a la línia Barcelona-Mataró-Maçanet per on circulen trens de la línia R1 de Rodalies de Catalunya operat per Renfe Operadora.
Aquesta estació de la línia de Mataró va entrar en servei el 1859 quan es va obrir la segona ampliació del ferrocarril de Barcelona a Mataró, la primera línia de ferrocarril de la península Ibèrica, des d'Arenys de Mar a Tordera. La iniciativa de la construcció del ferrocarril havia estat de Miquel Biada i Bunyol per dur a terme les múltiples relacions comercials que s'establien entre Mataró i Barcelona.
Des d'Arenys de Mar a Maçanet-Massanes la línia és en via única. Tant l'Autoritat del Transport Metropolità al Pla Director d'Infraestructures 2009-2018, com per part del Ministeri de Foment d'Espanya al Pla Rodalies de Barcelona 2008-2015, es preveu la duplicació de vies entre Arenys de Mar i Blanes, no preveient-se la duplicació entre Blanes, Tordera i Maçanet.
L'any 2016 va registrar l'entrada de 191.000 passatgers.
| Procedència/Destinació    | <      | Línia | >                | Procedència/Destinació |
| ------------------------- | ------ | ----- | ---------------- | ---------------------- |
| Rodalia de Girona         |        |       |                  |                        |
| L'Hospitalet de Llobregat | Blanes |       | Maçanet-Massanes | Figueres Portbou       |
| Rodalia de Barcelona      |        |       |                  |                        |
| L'Hospitalet de Llobregat | Blanes |       | Maçanet-Massanes | Maçanet-Massanes       |

## Línia
- Línia 276 (Barcelona - Tordera - Maçanet-Massanes)